# Municipio de Gamprin
Gamprin es un municipio del principado de Liechtenstein. Limita al norte con el municipio de Ruggell, al noreste con Schellenberg, al este con Eschen, al sur principalmente con Schaan y exclaves de los municipios de Planken y Vaduz, y al oeste con Sennwald (CH-SG).
El municipio posee además el exclave de Bendern, situado entre los municipios de Planken, Schaan y Eschen.

## Descripción general
Contiene a Bendern que es una de las más históricas de las comunidades de Liechtenstein. La comunidad de Bendern también tuvo relevancia eclesiástica que se remonta a por lo menos al siglo XV. Tienen una iglesia dedicada a la Virgen María, que fue construida en 1481, pero con antecedentes que se remontan a 1045. El municipio contiene el Instituto de Liechtenstein y LGT Group.

## Residentes notables
- Tina Weirather, esquiadora alpina.

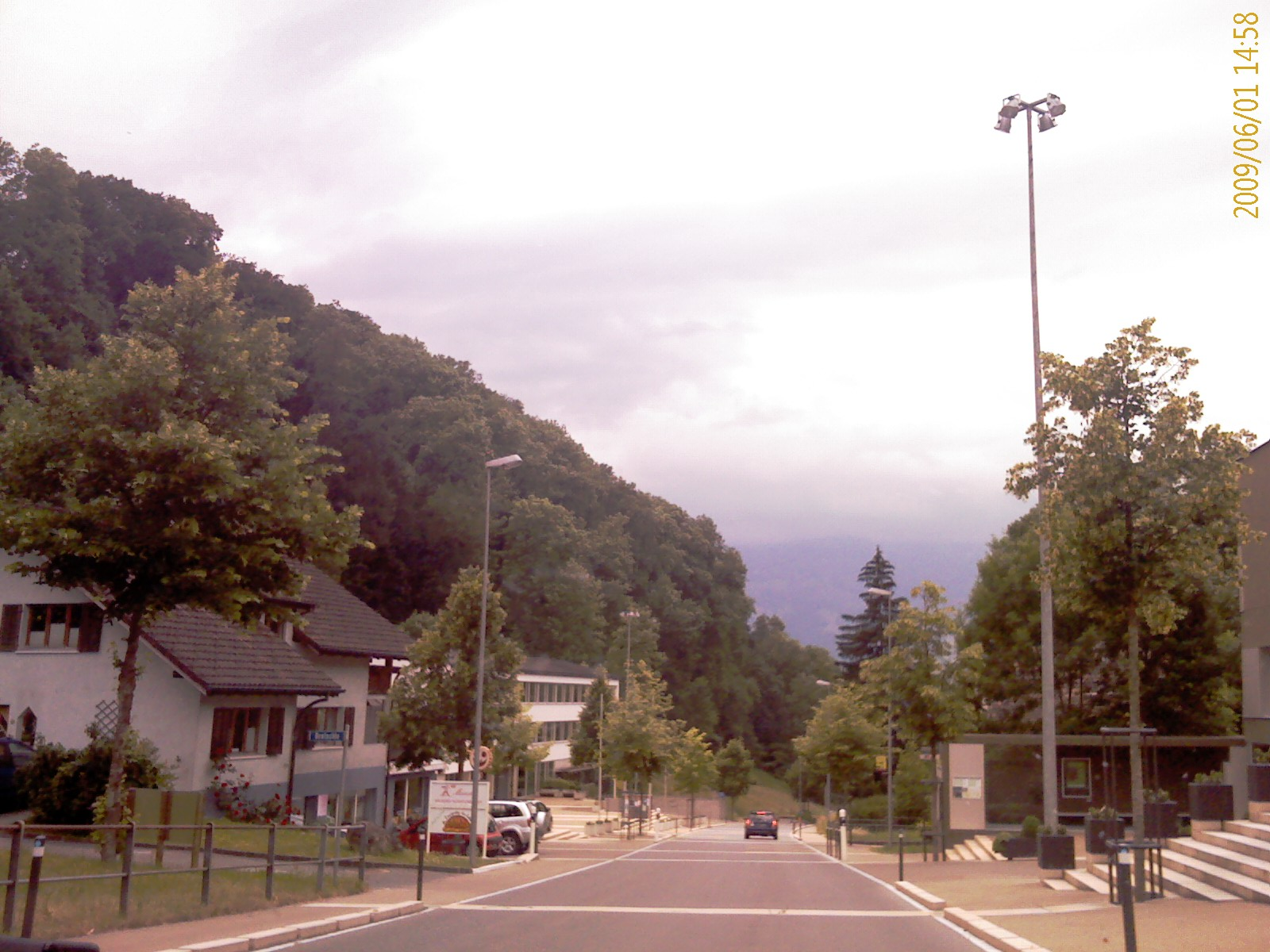
Vista de Gamprin.